# سیارک ۲۶۲۵۱
سیارک ۲۶۲۵۱ (به انگلیسی: 26251 Kiranmanne، نامگذاری:1998QG52)۲۶۲۵۱مین سیارک کشف شده‌است که در ۱۷ اوت ۱۹۹۸ کشف شد.